# Ellen Marx (Künstlerin)

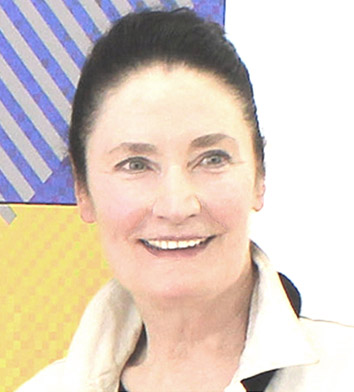
Ellen Marx

Ellen Marx (* 22. Februar 1939 in Saarbrücken; † 5. Mai 2023 in Jumeauville) war eine deutsch-französische Künstlerin und Buchautorin, die sich mit ihrer Arbeit im Speziellen mit dem Thema Farbe befasste. Sie lebte und arbeitete ab 1962 vorwiegend in der Nähe von Paris.

## Leben
Ellen Marx studierte von 1957 bis 1962 Kunst auf den Gebieten Grundlehre und Grafik  bei den Professoren Oskar Holweck und Robert Sessler an der Hochschule der Bildenden Künste Saar in Saarbrücken.
Die ersten zwei Jahre nach ihrem Studium arbeitete sie mit verschiedenen Werbeagenturen sowie dem Schweizer Grafiker Gérard Ifert zusammen. Im Jahr 1964 restaurierte Ellen Marx ein altes Bauernhaus auf dem Land, 40 Kilometer von Paris entfernt. Dort entstand ihr Atelier, in dem sie heute noch lebt und arbeitet.
1983 widmete ihr das Centre Pompidou in Paris eine Einzelausstellung. Weitere Einzel- und Gruppenausstellungen folgten in Europa, darunter die Ausstellung Konkrete Kunst in Deutschland heute im Jahr 1981 im Saarlandmuseum – Moderne Galerie.
Von 1983 bis 1995 erhielt Ellen Marx mehrere Einladungen, Vorträge in Hochschulen für Bildende Künste, darunter Paris, Cambrai, Straßburg, Lyon, Marseille, Oslo und die Hochschule für Kunst und Design Helsinki sowie für AIC colour in Frankreich und das Deutsche Farbenzentrum in Berlin.
Ab dem Jahr 2000 erstellte Ellen Marx Bilder mit dem Computer.
Sie hatte eine Tochter.
Ellen Marx starb am 5. Mai 2023 im Alter von 84 Jahren in Jumeauville.

## Publikationen
- Les contrastes de la couleur. Dessain et Tolra, Paris 1973
  - deutsch: Otto Maier Verlag, Ravensburg.
  - Englisch: Van Nostrand Reinhold, New York.
  - niederländisch; Cantecleer bv – de Bilt.
  - japanisch: Bijutsu Shuppan-sha, Tokyo.
- Couleur Optique. Dessain et Tolra, Paris 1983.
- Optical color and simultaneity. Van Nostrand Reinhold, New York 1983.
- Farbintegration und Simultankontrast. Muster Schmidt Verlag, Zürich / Göttingen 1989.
- Méditer la couleur. Le Temps Apprivoisé, Paris 1991

### Kollektive Schriften (Auswahl)
- Über meine Arbeit bis 1981. In: Relief Konkret in Deutschland heute. Verlag: Galerie St.Johann, Saarbrücken.
- La vision colorée, révélatrice d'une nouvelle conscience. In: Expérience de la couleur, Verba volant…Scripta Manent. Vol. 3, 1992, Verlag: École Supérieure des Beaux-Arts, Marseille-Luminy.
- The three fundamental colour synthesis: Additive – Subtractive – Integration, an experience of meditating colour. In: Aspects of Colour. UIAH, Helsinki 1995.